# Шереметьев, Михаил Сергеевич
Михаил Сергеевич Шереметьев (28 марта 1985, Санкт-Петербург) — русский яхтсмен,  выступающий в классе гоночных яхт 470. Участник двух Олимпиад. Участник чемпионатов мира по парусному спорту.
Выступает совместно с братом Максимом Шереметьевым.
Вместе с братом является воспитанником санкт-петербургской СДЮСШОР «Школа высшего спортивного мастерства по водным видам спорта».
По состоянию на 15 июня 2015 года братья Шереметьевы с количеством 578 баллов занимают 22 позицию в рейтинге ISAF в классе гоночных яхт 470 среди мужчин. Самого высокого места в рейтинге (8 место) братья добились 8 апреля 2013 года.

## Статистика
| Соревнование/Год                   | 2008 | 2011 | 2012 |
| ---------------------------------- | ---- | ---- | ---- |
| Летние Олимпийские игры            | 20   | -    | 17   |
| Чемпионат мира по парусному спорту | -    | 30   | -    |